# Lipska Pećina
Lipska Pećina är en grotta i Montenegro. Den ligger i den sydvästra delen av landet, 26 km väster om huvudstaden Podgorica. Lipska Pećina ligger 466 meter över havet.
Terrängen runt Lipska Pećina är lite bergig. Runt Lipska Pećina är det ganska glesbefolkat, med 48 invånare per kvadratkilometer. Närmaste större samhälle är Cetinje, 3,7 km nordväst om Lipska Pećina. Omgivningarna runt Lipska Pećina är en mosaik av jordbruksmark och naturlig växtlighet.